# John Edward Marr
John Edward Marr (Morecambe, Lancashire, 14 de junho de 1857 — 1 de outubro de 1933) foi um geólogo britânico.
Foi laureado com a Medalha Lyell de 1900 e com a Medalha Wollaston de 1914, ambas pela Sociedade Geológica de Londres. Ganhou também a Medalha Real pela Royal Society em 1930.
O mineral marrita foi nomeado em sua honra.